# Taxithelium tenuisetum
Taxithelium tenuisetum är en bladmossart som beskrevs av Mitten in Seemann 1873. Taxithelium tenuisetum ingår i släktet Taxithelium och familjen Sematophyllaceae. Inga underarter finns listade i Catalogue of Life.